# Contea di Windsor
La contea di Windsor, in inglese Windsor County, è una contea dello Stato del Vermont, negli Stati Uniti d'America. La popolazione al censimento del 2000 era di 57 418 abitanti. Il capoluogo di contea è Woodstock.

## Geografia fisica
La contea si trova nella parte centro-orientale del Vermont. L'U.S. Census Bureau certifica che l'estensione della contea è di 2528 km², di cui 13 km² coperti da acque interne.
Il territorio è prevalentemente montagnoso: a ovest si innalzano le Green Mountains, mentre a est c'è la valle del fiume Connecticut. Altri fiumi che scorrono nella contea sono il fiume White, Black, Williams, and Ottauquechee.

### Contee confinanti
- Contea di Orange - nord-est
- Contea di Grafton (New Hampshire) - nord-est
- Contea di Sullivan (New Hampshire) - est
- Contea di Windham - sud
- Contea di Bennington - sud-ovest
- Contea di Rutland - ovest
- Contea di Addison - nord-ovest

## Storia
I nativi Abenachi abitavano questa regione prima dell'arrivo di inglesi e francesi. La contea fu creata nel 1781 da parti della contea di Cumberland e deve il suo nome a Windsor in Inghilterra. Woodstock è diventata il capoluogo (dopo Windsor) nel 1794.

## Comuni
La Contea di Windham conta 24 comuni, tutti con lo status di town.
- Andover - town
- Baltimore - town
- Barnard - town
- Bethel - town
- Bridgewater - town
- Cavendish - town
- Chester - town
- Hartford - town
- Hartland - town
- Ludlow - town
- Norwich - town
- Plymouth - town
- Pomfret - town
- Reading - town
- Rochester - town
- Royalton - town
- Sharon - town
- Springfield - town
- Stockbridge - town
- Weathersfield - town
- West Windsor - town
- Weston - town
- Windsor - town
- Woodstock - (capoluogo) town

### Località
- White River Junction -  census-designated place nel comune di Hartford
- Wilder -  census-designated place nel comune di Hartford
- Ludlow Village - village nel comune di Ludlow
- Perkinsville - village nel comune di Weathersfield
- Woodstock Village - village nel comune di Woodstock